# Ponciano el Africano
Ponciano el Africano, o Pontianus Africae o Africanus en latín original, obispo africano de mediados del siglo VI d. C. que no hay que confundir con un papa muy anterior, Ponciano.
Se desconoce exactamente cuál fue su diócesis; solo se sabe que escribió sobre la llamada Controversia de los Tres Capítulos, una fase de la más general Controversia de Calcedonia. Su intervención consistió en un De tribus capitulis ad Iustinianum imperatorem, obra accesible a través de la Patrología Latina de Migne, vol. LXVII, pp. 995-998. Se trata de una carta al emperador Justiniano que se puede datar entre 544 y 555 y respondía a una solicitud de firma de un decreto de condena. En él se pide a Justiniano que retire ese anatema de Teodoro de Mopsuestia y otros monotelitas involucrados en el asunto de los Tres Capítulos y condenados de forma póstuma, porque su condena compete solo a Dios tras su fallecimiento. También sostiene que el resultado del Concilio de Calcedonia de 451 contra el Eutiquianismo no debe ser socavado.